# AMS-Osram
AMS-Osram é uma empresa multinacional austríaca de semicondutores e equipamentos de iluminação.
Ela desenvolve, fabrica e vende sensores, interfaces de sensores e soluções de circuitos integrados analógicos.
A companhia opera em três segmentos: semicondutores, sensores CMOS e ASIC e lâmpadas e sistemas de iluminação.
Entre os produtos feitos pela companhia estão: LEDs, diodos laser, fotodetectores, lâmpadas e soluções de sensores para equipamentos eletrônicos entre outros, os itens feito pela empresa são usados em vários setores como o automotivo, saúde e eletrônicos de consumo entre outrose possui mais de 13.000 patentes entre as solicitadas e as já registradas por ela.
Em dezembro de 2024 a empresa empregava 19.665 empregados de 84 nacionalidades diferentes em 40 países, dos quais cerca de 4.700 empregados são engenheiros.

## História
Em 1981, foi formada uma joint venture entre a companhia estadunidense American Micro Systems Incorporated (AMI) e a austriaca Voestalpine, A AMI detinha 51% das ações e a voestalpine 49% das ações, sua primeira sede foi em Graz-Umgebung na Áustria.
Em 1983, o chanceler austríaco Fred Sinowatz inaugurou oficialmente a fábrica de wafer de 100 mm, que iniciou sua produção com 300 funcionários.
Em 1987, a Voestalpine passou a ser dona de toda e empresa e mudou seu nome para AMS - Austria Mikro Systeme International GmbH.

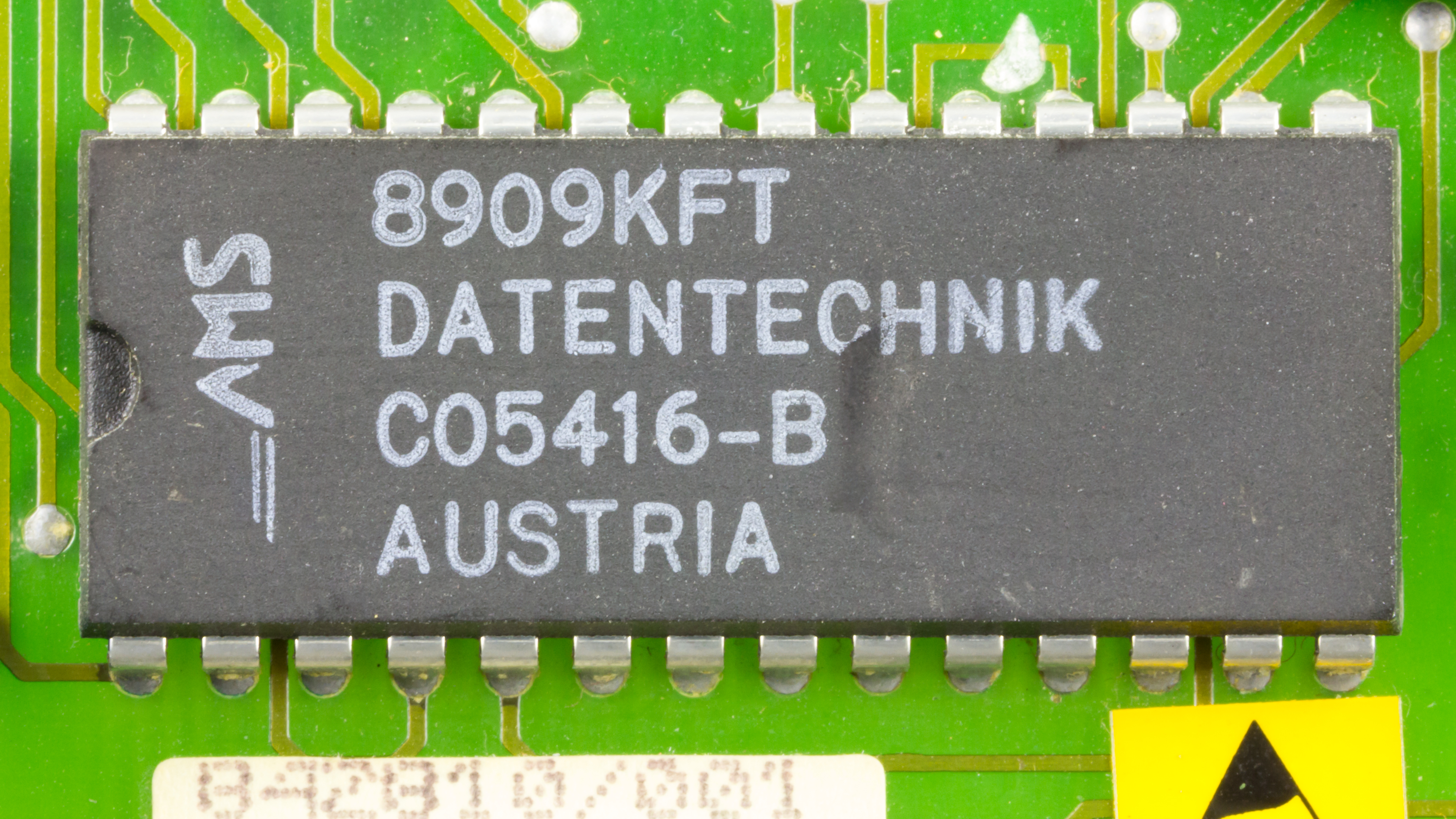
Circuito integrado de 1989 produzido pela AMS.

No mês de junho de 1993, abriu seu capital na Bolsa de valores de Viena e foi a primeira empresa de semicondutores da Europa a ter capital aberto em bolsa de valores.Porém em 2000 fechou seu capital,após ser comprada pela empresa de investimentos britânica Permira  e também mudou de nome e passando a se chamar austriamicrosystems AG.

Antigo logotipo da empresa.

Em maio de 2004 fez um novo IPO na Bolsa de Valores de Zurique e na mesma época abriu escritórios em Cingapura, Estados Unidos e Japão.
Em junho de 2011, adquiriu 100% das ações da Texas Advanced Optoelectronic Solutions, Inc. (TAOS), por cerca de 320 milhões de dólares ou cerca de 220 milhões de euros, a TAOS trabalha na área de tecnologias de sensores de luz.
Em maio de 2012, a austriamicrosystems muda de nome para "ams". A nova marca AMS une a austriamicrosystems e a marca TAOS, fornecedora de sensores de luz inteligentes, adquirida em 2011.
Em novembro de 2012 adquiriu a IDS Microchip AG por 46,7 milhões de euros.
Em junho de 2014, a AMS adquiriu 100% das ações da AppliedSensor, fabricante alemã de sensores químicos de gás de estado sólido.
Em julho de 2015, a AMS adquiriu o negócio de sensores CMOS avançados da NXP Semiconductors,ainda em 2015, adquire em novembro a companhia belga CMOSIS por 220 milhões de euros, ela é fornecedora de sensores de imagem CMOS para aplicações em equipamentos médicos.
Em dezembro de 2016, a AMS adquiriu a Incus Laboratories com sede em Buckinghamshire no Reino Unido e é especializada em soluções de cancelamento de ruídos ativos em fones de ouvido.
Em março de 2017, a AMS adquiriu 100% das ações da companhia norte-americana Princeton Optronics, Inc., fornecedora de lasers emissores de superfície de cavidade vertical (VCSELs), em uma transação totalmente em dinheiro.Em setembro de 2017, a AMS anunciou investimento de 200 milhões de dólares para abertura de unidade industrial de produção de sensores ópticos para aplicativos móveis em Tampines, Singapura.
Em março de 2019, a AMS e a Wise Road Capital, uma empresa chinesa de private equity com foco na indústria de semicondutores e outras indústrias emergentes de alta tecnologia, criam uma joint venture para promover o desenvolvimento e as vendas de sensores ambientais, de fluxo e pressão para o mercado global, para que a sociedade tenha êxito, serão investidos 120 milhões de dólares no novo negócio, a AMS terá a maior parte das ações dessa joint venture.
Já em abril de 2019, o valor das ações da AMS subiu 20% depois de oferecer sua tecnologia de sensor 3D aos fabricantes de aparelhos com sistema operacional Android, que antes era exclusiva de seu maior cliente, a Apple.
Em dezembro de 2019, a AMS, adquiriu 59,3% das ações da empresa alemã Osram por 4,6 bilhões de euros,a aquisição foi concluída em 6 de julho de 2020, após a aprovação da comissão antitruste da União Europeia, com isso a AMS passou a deter 69% das ações da Osram.
Entre maio e junho de 2021, a AMS adquiriu mais ações da Osram, passando a ter 80,3% das ações, 30 de junho de 2021, a empresa deixou a Bolsa de Valores de Frankfurt e a sua proprietária passou a se chamar AMS-Osram e tendo suas ações agora cotadas na SIX Swiss Exchange da Suíça a partir de 30 de setembro de 2021.

## Produtos
No segmento de semicondutores, os produtos avançados da empresa atendem aos setores automotivo, industrial, médico e de eletrônicos de consumo. Essas soluções estão presentes em inúmeras aplicações, como faróis inteligentes para veículos, emissores a laser para sistemas Lidar, iluminação LED para ambientes internos e externos, soluções de iluminação agrícola para estufas, sistemas de projeção e sensores com tecnologia de contagem de fótons utilizados em exames por imagem, como radiografias.
Adicionalmente, a empresa oferece soluções personalizadas para dispositivos móveis, como smartphones e tablets e que envolvem sensores de luz para gerenciamento de brilho de telas e recursos de otimização de câmeras.
Na divisão Lamps & Systems (L&S), a AMS-Osram disponibiliza uma linha abrangente de produtos tradicionais de iluminação e soluções complementares voltadas aos segmentos automotivo: como lâmpadas, faróis, fontes de luz substituíveis e acessórios. Também faz soluções em iluminação para os setores de entretenimento, saúde e indústria.
Em 2024 a companhia tinha cerca de 1.400 soluções em iluminação e sensores em seu portifólio de produtos.